# Битва за Атлантику (1914—1918)
Битва за Атлантику (Первая битва за Атлантику, в отличие от кампании в рамках Второй мировой войны) — военная кампания Первой мировой войны, борьба Великобритании и её союзников с Германией за коммуникации и господство в Атлантическом океане и прилегающих к нему морях. Основной целью Германии было нарушение атлантических коммуникаций Великобритании и установка её морской блокады. Основной целью Великобритании была защита коммуникаций и установка морской блокады Германии.

## Соотношение сил
В 1914 году военный флот Великобритании был, как и в течение двух сотен лет до этого, крупнейшим в мире и господствовал в водах, окружающих Британский архипелаг. Флот Германской империи, активно строившийся около 15 последних лет, обогнал по мощи флоты других государств и стал вторым в мире по силе. Британский флот намеревался осуществлять дальнюю блокаду германских портов, о чём было объявлено 20 августа, а немецкие военно-морские силы готовились к обороне.

## 1914 год. Начало подводной войны
С самого начала войны неожиданно эффективно проявили себя подводные лодки обеих сторон. Это объяснялось пренебрежением к подводному флоту, бытовавшим в начале XX века, а также неразвитыми средствами противолодочной обороны, причём у обеих сторон не было разработано как средств уничтожения лодок, так и тактики по предотвращению атак подлодок. Однако первый боевой поход германских субмарин, начавшийся 6 августа, завершился не очень удачно. В направлении Оркнейских островов была выслана первая флотилия с целью дальней разведки. И хотя поход закончился безрезультатно, и при этом погибло две лодки (U-13 — пропала без вести, U-15 — протаранена легким крейсером), он наглядно показал, что подводные лодки способны на дальние переходы, чего ранее никто не предполагал. Руководство британского флота не верило, что германские субмарины обладают достаточной автономностью для преодоления расстояния от своих баз до берегов Великобритании, однако мореходность и запас хода подводных лодок того времени вполне позволяли переходы такого масштаба. Первой жертвой немецких подводных лодок стал крейсер «Патфайндер», потопленный 5 сентября лодкой U-21. Великобритания недолго ждала реванша: 13 сентября британская подводная лодка E-9 (Макс Хортон) потопила устаревший германский крейсер «Хела».
22 сентября германская подводная лодка U-9 под командованием Отто Веддигена менее чем за два часа потопила три британских броненосных крейсера (в сумме 36 000 тонн, погибло 1459 человек, спасено 837). Эта атака вызвала в Великобритании шок, усугублённый тем, что команды крейсеров по большей части состояли из семейных резервистов и молодых кадетов. Веддиген вернулся на базу героем, о его победе писали все газеты, дополняя статьи мнением о том, что век надводных кораблей подходит к концу.
Главная гавань британского флота, Скапа-Флоу на Оркнейских островах, абсолютно не имела противолодочной защиты. Поэтому самый мощный флот в мире находился либо в море, либо на одной из временных стоянок, постоянно опасаясь нападения субмарин, которые совсем недавно вообще не брались в расчёт.
В целом, в 1914 году деятельность обеих сторон была сосредоточена на уничтожении боевых кораблей друг друга. Подводные лодки обеих сторон за этот срок потопили в сумме 8 крейсеров и один линкор ( HMS Formidable). Также был дан старт началу уничтожению торгового судоходства — 20 октября лодка U-17 потопила пароход «Glitra», который стал первым коммерческим пароходом, уничтоженым в Первой мировой войне. Пароход был потоплен близ норвежского берега, при этом были соблюдены все формальности призового права. Всего за октябрь-декабрь 1914 года было уничтожено 300 000 тонн торгового тоннажа.

## 1915 год. Ограниченная подводная война
Блокада Великобританией портов Германии привела к разработке контрмер. Для установления блокады планировалось применять подводные лодки и вспомогательные крейсера-рейдеры, переоборудованные из торговых судов. Лондонская декларация 1909 года, регулирующая правила морской блокады, была создана для крейсеров, при условии несопротивления торговых судов. Поэтому, декларация была трудно применима к подводным лодкам, которые всплыв в соответствии с декларацией для досмотра судов становились уязвимы для атаки.
13 января 1915 года британское Адмиралтейство издало секретное распоряжение, разрешающее британским торговым судам использовать флаги нейтральных стран. В этот же день были начаты работы по установке на торговых кораблях артиллерийских орудий.

## Результаты подводной войны в 1915 году
1. Потоплено 228 торговых судов Антанты — общий тоннаж 651 572 тонны.
2. Потоплено 89 нейтральных судов — общий тоннаж 120 254 тонны.
3. Немецкие потери от всех причин составили 19 подводных лодок (33 % личного состава).

- U-6 — 15 сентября торпедирована британской субмариной
- U-7 — 21 января ошибочно опознана как вражеская и уничтожена U-22
- U-8 — 4 марта уничтожена минами британских эсминцев близ Гавра
- U-12 — 10 марта протаранена британским эсминцем близ Ферт-оф-Форт
- U-14 — 5 июня потоплена артиллерийским огнём сторожевых кораблей
- U-23 — 20 июля торпедирована субмариной C 27 (на буксире судна-ловушки «Princesse Marie Jose»)
- U-26 — 30 августа подорвалась на мине в Балтике
- U-27 — 19 августа уничтожена судном-ловушкой «Баралонг», экипаж захвачен в плен и казнен на месте.
- U-29 — 18 марта протаранена линкором «Дредноут». На ней погиб Отто Веддиген
- U-31 — 15 января точная причина неизвестна
- U-36 — 24 июля потоплена артогнём корабля-ловушки
- U-37 — 1 апреля подорвалась на мине в Ла-Манше
- U-40 — 20 июня торпедирована субмариной C-27 (на буксире судна-ловушки «Taranaki»)
- U-41 — 24 сентября потоплена артогнём корабля-ловушки
- UB-3 — 4 мая самозатопилась вследствие ошибки экипажа в Эгейском море
- UB-4 — 15 августа потоплена артогнём корабля-ловушки близ Ярмута
- UC-2 — 2 июня таран парохода.

## Влияние подводной войны на политическую обстановку
7 мая 1915 года U-20 капитан-лейтенанта Вальтера Швигера торпедировала трансатлантический лайнер «Лузитания». Корабль был уничтожен единственной торпедой и затонул всего за 20 минут. Погибло 1198 человек, в том числе 128 граждан США. 15 мая американское правительство направило ноту протеста, в которой сообщалось, что судно было пассажирским и его потопление — проявление пиратства в открытом океане, на что немцы заявили, что «Лузитания» находилась в водах, объявленных зоной военных действий, и что во всех газетах мира публиковалось предупреждение о распространении военных действий на эти районы. Это событие обострило отношения Германии и США, шли бесконечные обмены нотами о выплатах семьям пострадавших. Также это событие накалило отношения в немецком Адмиралштабе — кайзер был против неограниченной подводной войны, в отличие от гросс-адмирала Альфреда фон Тирпица. Некоторые[какие?] историки считают, что потопление «Лузитании» предопределило участие в войне США.
В 2009 году водолазами были исследованы останки лайнера, после чего были получены свидетельства тайной перевозки на этом гражданском лайнере боеприпасов, что ранее отрицалось правительствами США и Великобритании. «Группа водолазов обнаружила среди обломков лайнера „Лузитания“, потопленного у берегов Ирландии 7 мая 1915 года немецкой подводной лодкой, тайно перевозившийся груз боезапасов… То, что мы обнаружили, — как заявил один из водолазов Тим Кэри, — не оставляет сомнений в том, что „Лузитания“ доставляла боеприпасы из США европейским союзническим войскам». Среди других боеприпасов, были патроны к «Ремингтону».
Во время ведения неограниченной подводной войны нарушались элементарные нормы гуманности, которые старались на международном уровне соблюдать даже во время военных действий. В частности среди немецких подводников печальную известность приобрел Макс Валентинер. Как командир подводной лодки U-38 он потопил более двух десятков пароходов и транспортных судов, при этом никогда не спасал пассажиров и экипажи. Таким образом им было погублено более 3000 человек. После того как немецкое командование никак не отреагировало на возмущение подобными действиями британских властей, англичане в отместку также перестали брать в плен немецких подводников.

## 1916-17 годы. Неограниченная подводная война
Блокада Великобританией портов Германии продолжалась. После осознания стратегических неудач 1916 года на сухопутных фронтах немецкое командование в лице Гинденбурга и Людендорфа отказалось от попыток наступления и приняло решение об уходе в глухую оборону на всех сухопутных фронтах, оно намеревалось теперь нанести мощный удар по экономике главного врага — Англии — посредством «неограниченной подводной войны». Попытка снять морскую блокаду силами надводного флота окончилась неудачей,  прошедшее 31 мая — 1 июня крупнейшее за всю войну Ютландское морское сражение успеха Германии не принесло. Блокада Германии осталась вполне обеспеченной. Это обусловило дальнейшее ухудшение снабжения ресурсами военной промышленности и продовольственного снабжения армии и населения, нарастание экономического и политического кризиса в странах Четверного союза. Более попытки прорыва морской блокады Германия предпринять не смогла и тяжесть войны на море стала переносить на действия подводного флота. По утверждению командующего немецким ВМФ Шеера, действия флота проявлялись теперь уже главным образом в поддержке подводной войны. 31 января германским правительством было объявлено о начале неограниченной подводной войны. Отныне любое торговое судно могло являться объектом военной атаки без всякого предупреждения и досмотра. Целью военной кампании на море являлась Англия. 
Из ноты германского статс-секретаря по иностранным делам А. Циммермана послу США в Берлине Дж. Джерарду (31 января 1917):

Императорское правительство не могло бы держать ответ перед собственной совестью, перед германским народом и перед историей, если бы оно оставило не испробованным какое бы то ни было средство для ускорения конца войны. Вместе с г. президентом Соединенных Штатов оно надеялось достигнуть этой цели путем переговоров. Когда же на попытку к соглашению его противники ответили обещанием усиленной борьбы, императорское правительство должно, если оно желает служить человечеству в высшем смысле и не погрешить против своих собственных соотечественников, продолжать отныне снова навязанную ему борьбу за существование с полным применением всего своего оружия. Оно должно поэтому отбросить ограничения, которые оно до сих пор накладывало на себя при применении своих средств борьбы на море...
...Я позволю себе одновременно ожидать, что американское правительство будет предостерегать американские корабли от посещения... запретных зон, а своих граждан оно будет предостерегать от того, чтобы они доверяли кораблям, сообщающимся с портами запретной зоны, пассажиров или товары...

Расчёт германского командования строился на нанесении существенного ущерба её торговле и военным перевозкам, чтобы добиться её выхода из войны. Мощности подводного флота Германии было достаточно, чтобы топить в месяц суда общим тоннажом 600 тыс. т, однако в силу ограничений, налагаемых морским призовым правом, уничтожаемый тоннаж сокращался до 350 тыс. т. Общий же тоннаж судов, обслуживавших английские перевозки, составлял 10,75 млн т. Предполагалось, что в силу устрашающего эффекта неограниченной войны 2/3 нейтрального судоходства прекратит доставку грузов в Англию, и таким образом через пять месяцев Англия потеряет 39 % тоннажа, необходимого для подвоза припасов, что поставит её на грань поражения прежде, чем США вступят в войну против Германии. Вступление в войну США против Германии ожидалось, но при этом предполагалось, что их активное участие в войне станет возможным только в 1918 году, а до того Англия будет вынуждена выйти из войны.
Накопленные до того силы подводного флота позволяли Германии начать активные подводные операции. Первоначально эти действия принесли успех. «Общий тоннаж судов Антанты, потопленных в феврале, равнялся 781,5 тыс. (в то время как за весь 1916 год были потоплены суда водоизмещением в 1125 тыс. т), в марте — 885 тыс., в апреле — 1091 тыс. Свыше половины этого тоннажа принадлежало Англии». Немецкие подводные лодки буквально терроризировали прибрежные районы. Объектами атак являлись даже рыбачьи парусные суда, которые, чтобы не тратить торпеды, топились артиллерией.
Тем не менее, расчёты Германии на выход Англии из войны не оправдались. Введение конвойной системы морских перевозок, упорядочение морской торговли сильно уменьшили потери торговых судов и увеличили потери подводных лодок. Вступив в войну, США стали оказывать давление на нейтральные страны с тем, чтобы пресечь возможность Германии получать через них продовольствие и сырьё. В результате Голландия и скандинавские страны были вынуждены практически прекратить торговлю с Германией. Оказав давление на страны Латинской Америки, США заставили их объявлять войну Германии, чтобы затем интернировать немецкий торговый флот, находившийся в их портах, и передавать его в распоряжение Антанты (фактически США).
Также, помимо США, в войну вступила Бразилия. Со вступлением в войну Бразилия создала Военно-морской отдел (Divisão Naval em Operações de Guerra - DNOG) под командованием адмирала Педру Макса Фернанду Фронтина, в который вошли бразильские военно-морские корабли: дредноуты Минас-Жераэс и Сан-Паулу, два крейсера-разведчика Баия и Риу-Гранди-ду-Сул. Бразильские корабли вели патрулирование в водах Атлантики. Практически все они были в плачевном состоянии или являлись устаревшими. Почти у всех кораблей отсутствовала противопожарная система, не было системы обнаружения вражеских подводных лодок и так далее.
Наконец, союзники резко нарастили собственное торговое судостроение, чтобы возместить тоннаж потопленных судов. Тоннаж вновь построенных в 1918 году торговых судов составлял: в I квартале — 870 тыс. т, во II квартале — 1243 тыс. т, и в III квартале — 1384 тыс. тонн.
Принятые союзниками контрмеры сорвали расчёты Германии. Несмотря на то, что подводные лодки в 1917 году потопили торговые суда тоннажем 6,35 млн т., это не привело к выходу Англии из войны. Впрочем, Германия продолжала возмещать свои потери в подводных лодках, и активные подводные операции продолжались почти до самого конца войны, хотя эффективность их упала. В 1918 году немецким подводным лодкам удалось нанести потери только в размере 2,74 млн т. При этом внутреннее экономическое положение Германии и её союзников ещё более ухудшилось.

## 1918 год. Окончание подводной войны
В условиях прогрессирующего развала фронта на Западе и снижения боеспособности сухопутных войск германское командование судорожно искало способы улучшения переговорных позиций. С этой целью оно начало планирование нового морского сражения. По заявлению командующего ВМФ основной упор в предстоящем сражении должен был сделаться на действия подводного флота, в связи с чем были прекращены его действия против торгового судоходства. В результате наступательная сила флота значительно возросла. Надводный флот должен был участвовать в части обеспечения действия подводного, а также постановки мин. Планировалось нанесение противнику значительного ущерба с перспективой возобновления подводной войны. В реальных условиях требование нового «смелого подвига» было воспринято личным составом флота как требование «сражения смерти» и приказ о сосредоточении кораблей, угроза бесцельной гибели была той искрой, которая произвела давно готовившийся взрыв (начало германской революции).